# Franz Zacharias Römisch
Franz Zacharias šlechtic von Römisch (12. prosince 1757 Mikulášovice – 6. listopadu 1832 Malá Skála) byl česko-německý podnikatel a šlechtic, zakladatel Pantheonu na Malé Skále.

## Životopis
Franz Zacharias Römisch pocházel z mikulášovické podnikatelské rodiny Römischů. Jeho otec se jmenoval Zacharias Römisch (1720–1799) a živil se jako punčochář a obchodník s textilním zbožím. V Mikulášovicích vlastnil mimo jiné i takzvaný Císařský dům (čp. 2), kde roku 1779 přespal císař Josef II. (1780–1790). Matka Maria Anna Römischová (1736–1821), rozená Wähnerová, byla údajně neteří zemského stavitele Hanse Jacoba Wähnera, který měl mít podíl na stavbě mikulášovického kostela svatého Mikuláše.

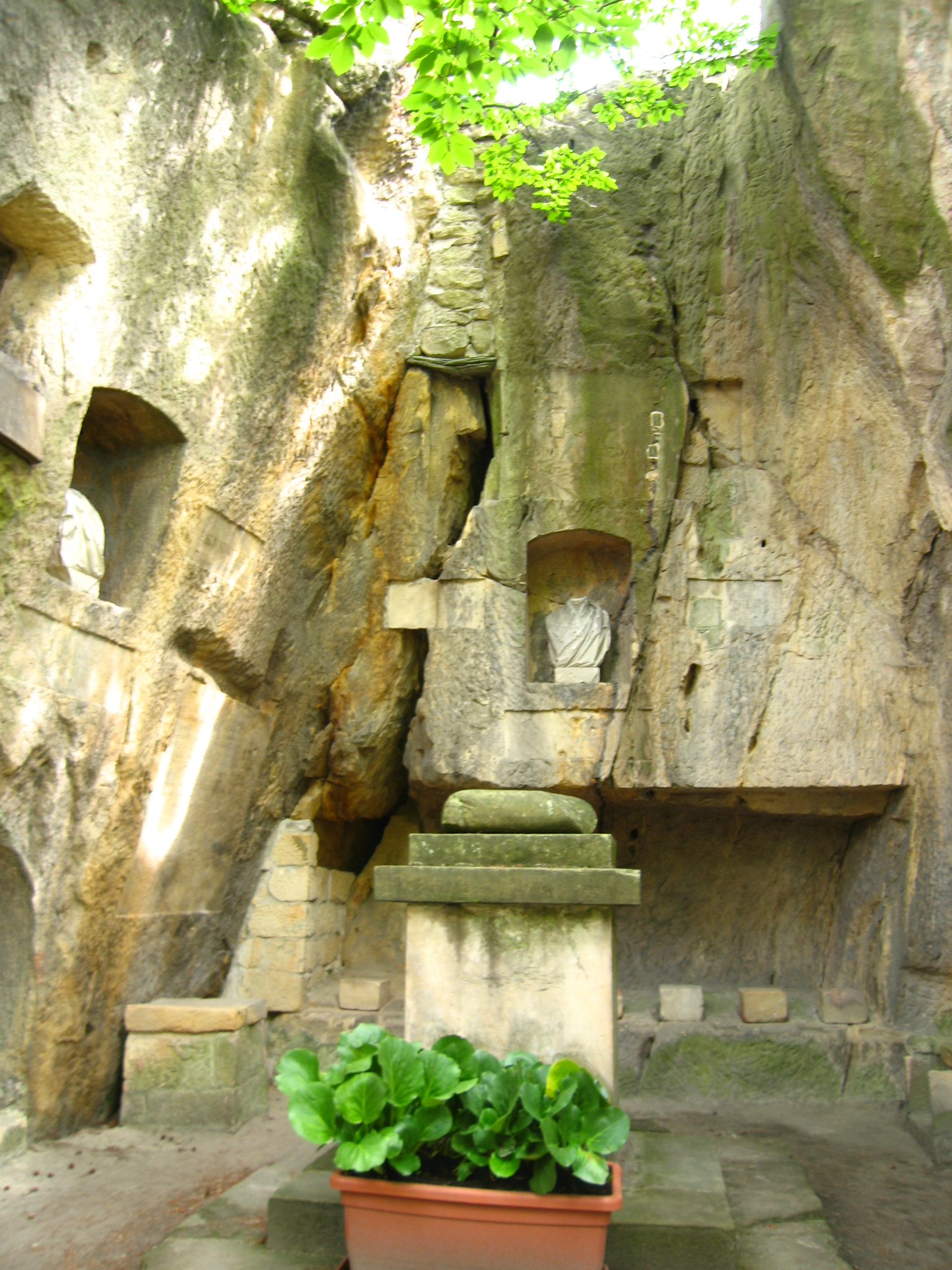
Pantheon

Franz Zacharias Römisch se vyučil u svého strýce Johanna Georga Wähnera, významného mikulášovického podnikatele, a následně společně vedli firmu Wähner & Römisch. Předmětem podnikání byl především výkup plátna, příze a punčoch od domácích výrobců, jejich následná úprava a prodej. Vedle kostela dal postavit takzvaný Römischův dvůr (čp. 574), ve kterém byla umístěna textilní továrna. Podnikatelské úspěchy umožnily Römischovi podporu umění a kultury. V Mikulášovicích založil přibližně třicetičlennou literární společnost, která postupně vlastnila rozsáhlou sbírku knih. Römisch rovněž sbíral drahé kameny a ve svém domě soustředil množství obrazů. Většinu z nich maloval šluknovský malíř Dominik Kindermann (1739–1817), známé jsou portréty Römische a jeho manželky, dále jeho otce, děda a dalších příbuzných, ale také olejomalby krajiny Saského Švýcarska. Römisch se oženil s dcerou lipovského obchodníka Marií Theresií Seilerovou. Jejich manželství zůstalo bezdětné.
Römischova textilní továrna zažila velký rozvoj v době napoleonských válek, díky válečným dodávkám pro rakouskou armádu Römisch značně zbohatl. Roku 1802 koupil od Františka Václava hraběte Desfours-Walderode za sumu 335 000 zlatých a 300 dukátů panství Malá Skála. Příjmy z podnikání, rozšířené o výnosy ze zemědělství a z lesního hospodářství, umožnily rozsáhlé investice do rozvoje majetku. V Malé Skále dal roku 1817 postavit školu s kapacitou 150 žáků a s vlastní knihovnou, platy učitelů financoval z vlastních prostředků. Na panství dal vybudovat rozsáhlou síť nových cest. Jeho největším dílem však bylo patrně vybudování Pantheonu na hradě Vranov. V napoleonských válkách se Römisch angažoval nejen obchodně, ale také osobně. Roku 1813, kdy v Liberci a jeho okolí řádili francouzští a polští vojáci, ubytoval na svém zámku uprchlíky. Ve stejné době finančně podporoval při tažení proti francouzským vojskům jezdeckou divizi generála Adama Alberta hraběte Neipperga (1775–1829). Za tyto aktivity a za věrnost panovníkovi získal roku 1815 od císaře Františka I. (1792–1835) stříbrný civilní Čestný kříž. Jako majitel šlechtického statku a rozsáhlého bohatství se začal ucházet o šlechtický titul. První žádost z roku 1817 nebyla vyslyšena. O rok později podal další žádost, která se dočkala odezvy po pěti letech. Dne 6. ledna 1823 císař žádost schválil a udělil Römischovi čestný titul šlechtic a také erb.
Franz Zacharias von Römisch přežil svou ženu, která žila v posledních letech svého života ve Vídni. Sám zemřel roku 1832, pochován je na jím založeném hřbitově na kraji vranského lesa. Jeho náhrobek se sochou Víry vytvořil sochař Franz Pettrich (1770–1844). Protože Römisch zemřel bezdětný, odkázal své jmění bratrovi Janu Karlu Emanuelovi Römischovi (1778–1853). Potomci rodu Römischů žijí v bavorském městě Furth im Wald.

## Odkaz

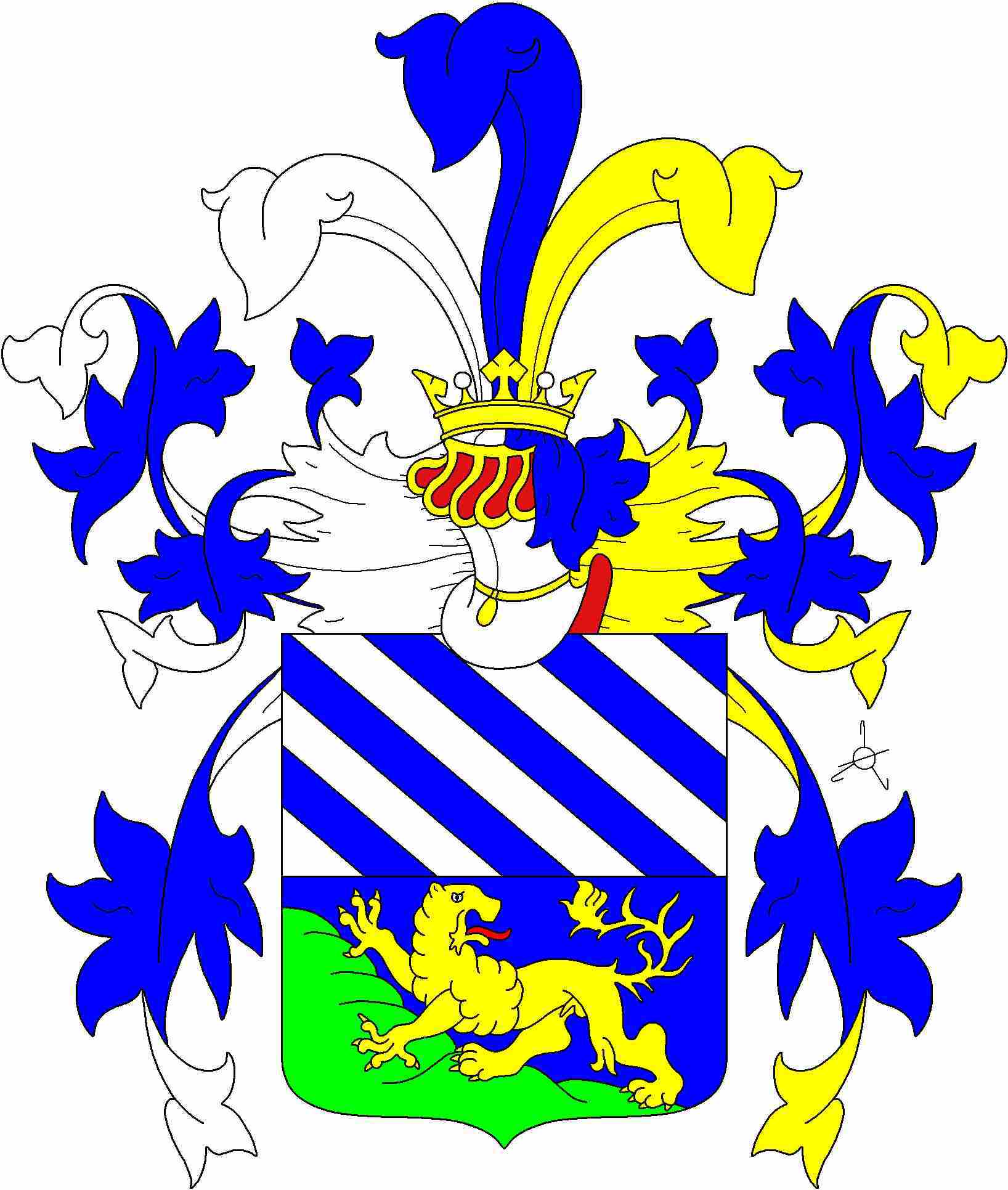
Erb Franze Zachariase von Römisch

Odkaz Franze Zachariase von Römisch je patrný dodnes. Císařský dům a Römischův dvůr patří k nejstarším dochovaným stavbám Mikulášovic, oba přečkaly velký požár středu vsi v roce 1842. Roku 1783 dal vybudovat na pozemku u Römischova dvora pomník císaři Josefu II., který je mylně přisuzován drážďanskému dvornímu sochaři Franzi Pettrichovi. Oba muži nicméně spolupracovali v následujících letech; Pettrich je autorem náhrobků Römischových rodičů na starém hřbitově u kostela svatého Mikuláše v Mikulášovicích, skalních plastik v Pantheonu a také Römischova hrobu se sochou Víry na vranském hřbitově. Po zakoupení panství Malá Skála začal budovat v okolí zříceniny hradu Vranova romantický přírodní park nazývaný Pantheon, jehož dominantou je novogotický letohrádek. Při budování parku s mnoha pomníky a sochami nezapomněl ani na svůj rodný kraj – jeden z dochovaných pomníků od sochaře Ignáce Martince (1784–1841) je věnován botanikovi Tadeáši Haenkemu (1761–1817) z Chřibské. Samotný zámek Malá Skála dal empírově přestavět a upravil také zámecký park. Portrét Františka Zachariáše Römische je vystaven na zámku Vrchotovy Janovice.

## Erb
Schválený erb se liší od původního Römischova návrhu. Štít je dělený, horní pole je devětkrát stříbrno-modře kosmo dělené, v dolním poli stoupá do zeleného vrchu zlatý, zpět hledící, kráčející lev. Na štítě stojí korunovaná turnajská přilba s modro-stříbrnými a modro-zlatými přikrývadly. Klenotem jsou tři paví pera: stříbrné, modré a zlaté.

## Galerie

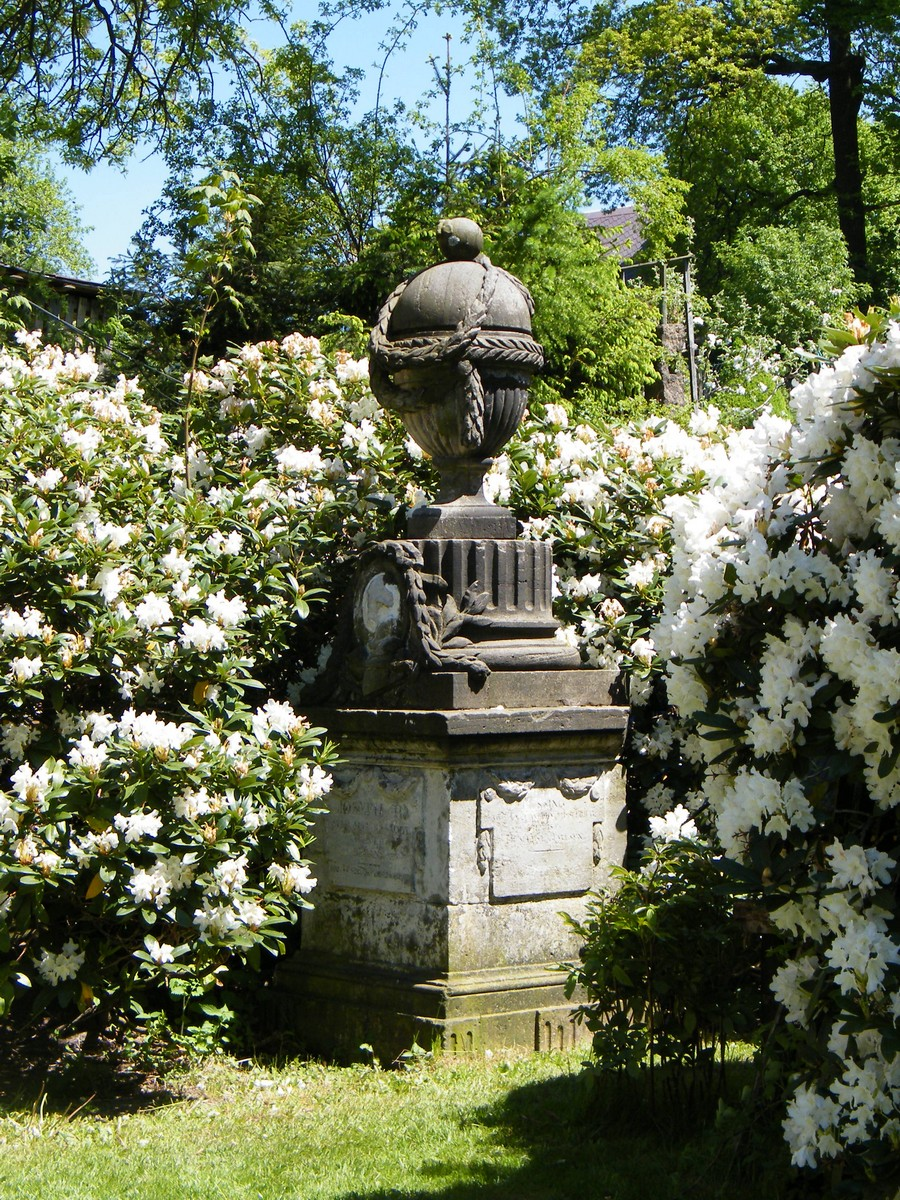
Pomník císaři Josefu II.
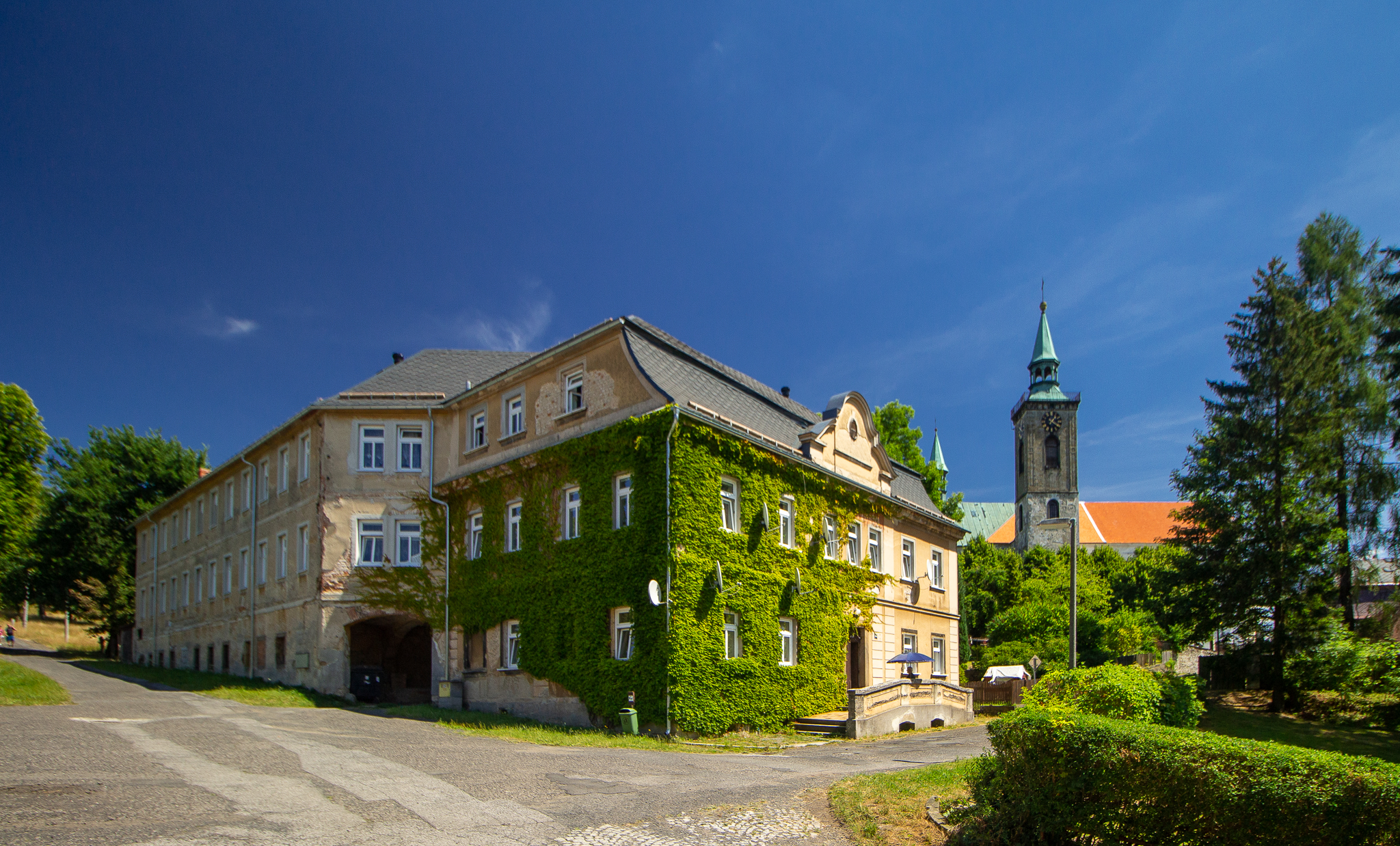
Römischův dvůr v Mikulášovicích
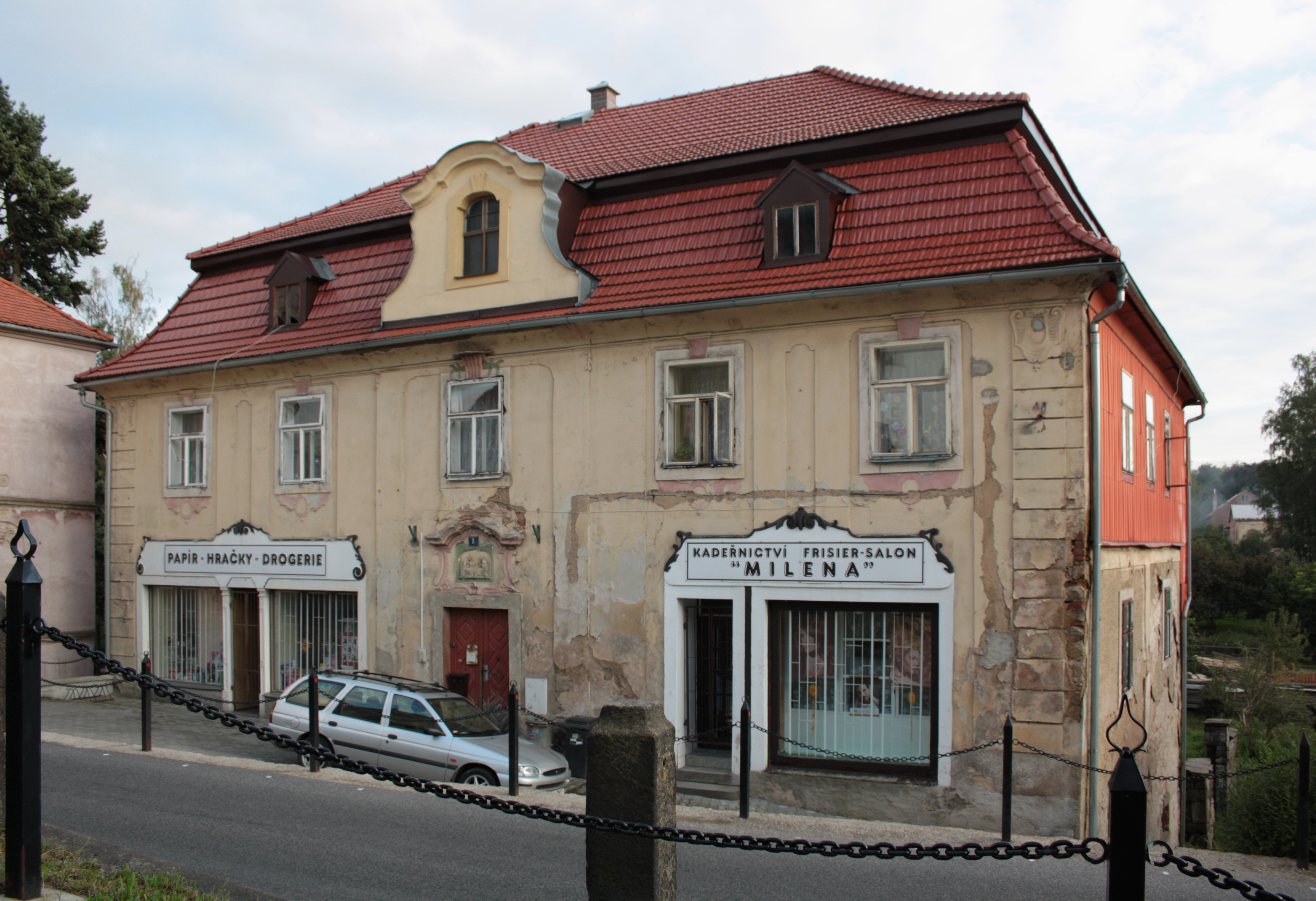
Císařský dům v Mikulášovicích
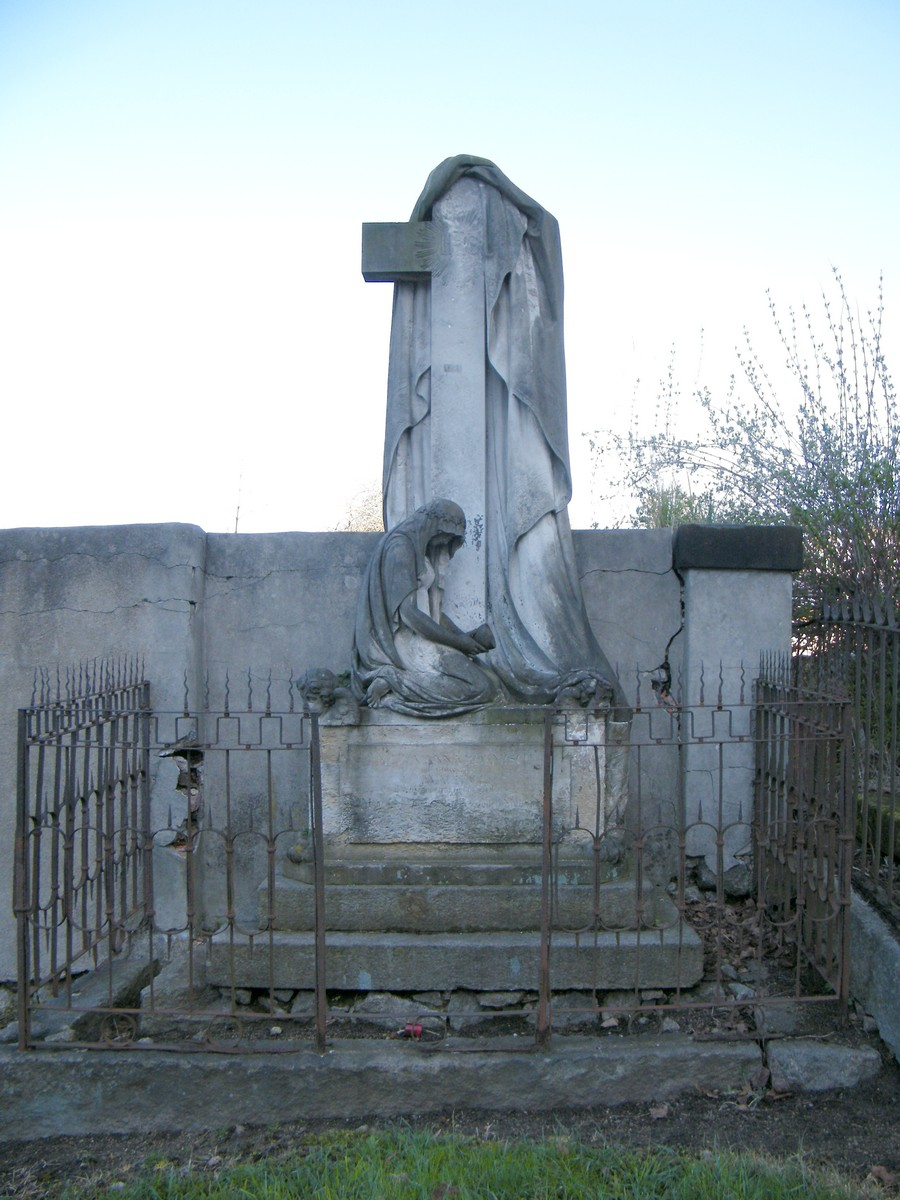
Náhrobek Marie Anny Römischové v Mikulášovicích
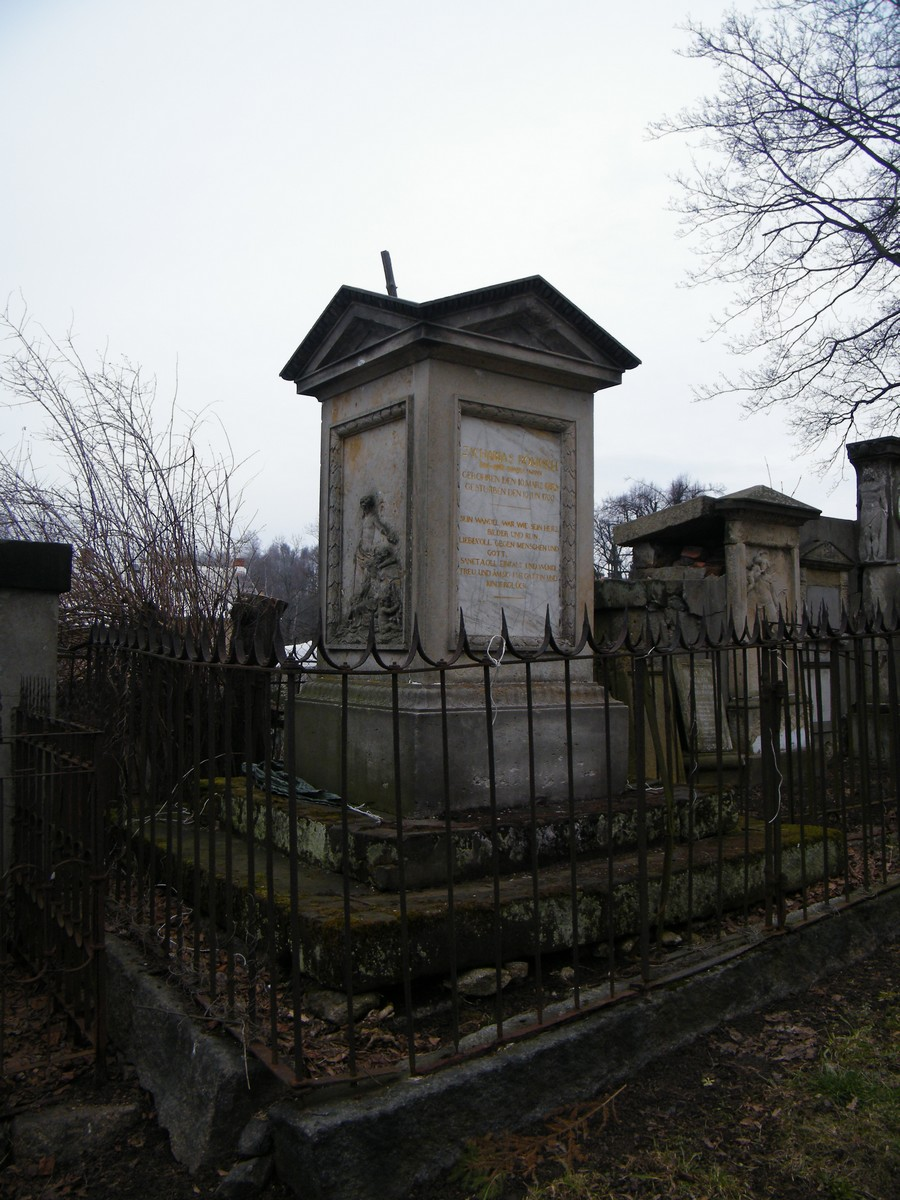
Náhrobek Zachariase Römische v Mikulášovicích
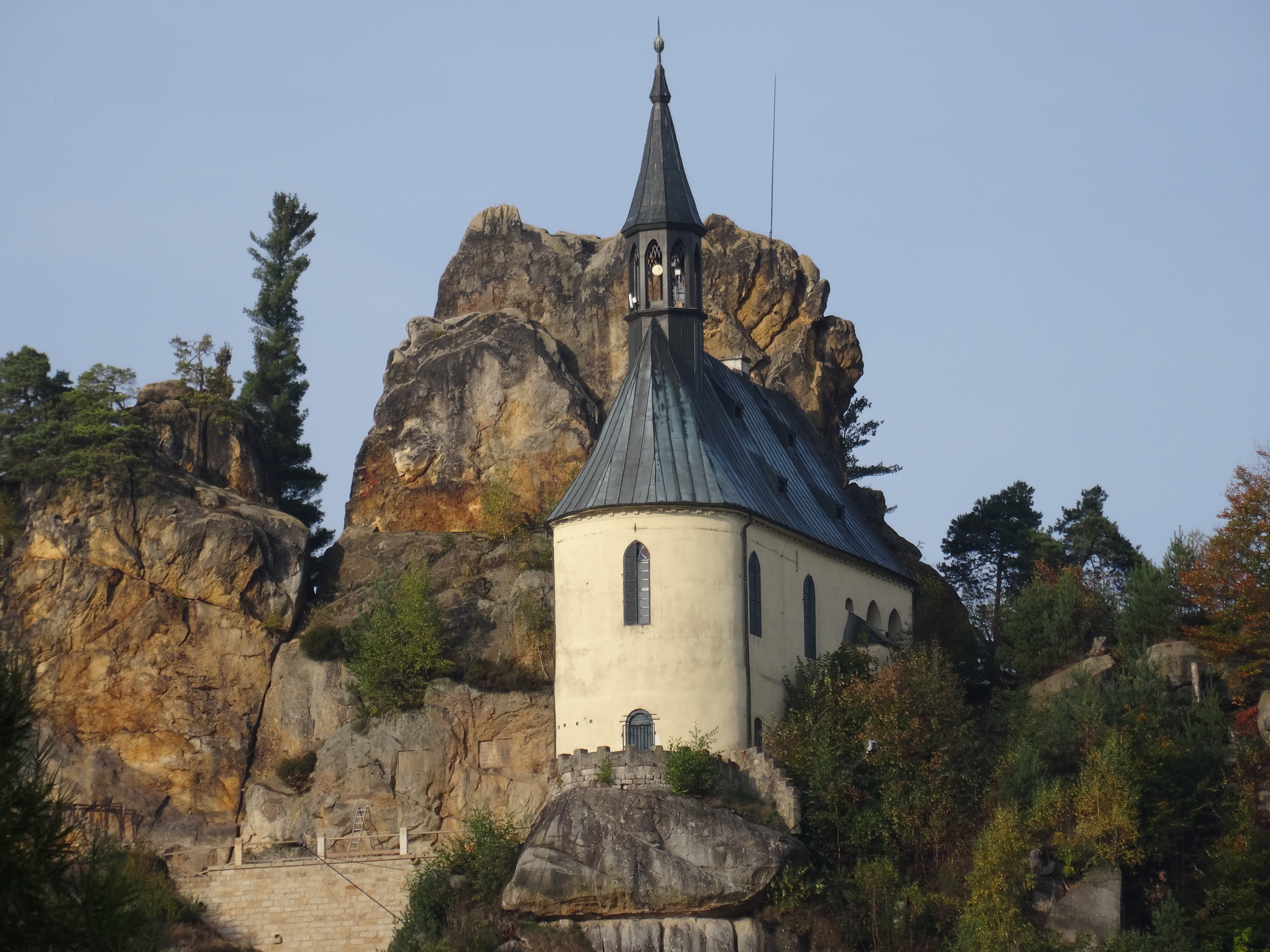
Letohrádek na hradě Vranov